# Juan Martín del Potro
Juan Martín del Potro (Tandil, 23. rujna 1988.) umirovljeni je argentinski tenisač. Osvajač je US Opena 2009., srebrene medalje na OI u Rio de Janeiru 2016. i brončane medalje na OI u Londonu 2012.

## Životopis
Juan Martín del Potro potječe iz Tandila, istog grada kao i mnogi argentinski tenisači (Juan Mónaco, Mariano Zabaleta, Máximo González itd.). Počeo je igrati tenis sa 7 godina. Još kao četrnaestogodišnjak dobivao je pozivnice za razne manje turnire u Argentini. Profesionalnu karijeru započeo je sa 17 godina. Prvi ATP turnir osvojio je 2008. godine u Stuttgartu, pobijedivši u finalu Richarda Gasqueta (6:4, 7:5).
Najveći uspjeh ostvario je 2009. godine, osvajanjem US Opena. Na putu do naslova pobijedio je Rafaela Nadala u polufinalu i Rogera Federera u finalu. Jedini je tenisač nakon 2005. koji je osvojio Grand Slam naslov u pojedinačnoj konkurenciji mimo četvorke Nadal, Federer, Đoković i Murray.
Del Potro je trenutačno najbolje rangirani argentinski tenisač. Plasman karijere, 4. mjesto na ATP ljestvici, ostvario je u siječnju 2010. godine. Nakon što je zbog ozljede ručnog zgloba propustio gotovo cijelu 2010., uspješno se vratio sljedeće godine, a 2012. ponovno je ušao u top 10 tenisača.
Navijač je Boca Juniorsa i Juventusa.

## Stil igre
Del Potro je napadački orijentirani igrač osnovne crte. Visok je 198 cm i ima snažan servis te možda i najjači forehand na Touru.

## Osvojeni turniri

### Pojedinačno (19 ATP)
| Br. | Nadnevak            | Turnir               | Suparnik u finalu | Rezultat                      |
| 1.  | 13. srpnja 2008.    | Stuttgart            | Richard Gasquet   | 6:4, 7:5                      |
| 2.  | 20. srpnja 2008.    | Kitzbühel            | Jürgen Melzer     | 6:2, 6:1                      |
| 3.  | 10. kolovoza 2008.  | Los Angeles          | Andy Roddick      | 6:1, 7:6(2)                   |
| 4.  | 17. kolovoza 2008.  | Washington D.C.      | Viktor Troicki    | 6:3, 6:3                      |
| 5.  | 17. siječnja 2009.  | Auckland             | Sam Querrey       | 6:4, 6:4                      |
| 6.  | 9. kolovoza 2009.   | Washington D.C. (2.) | Andy Roddick      | 3:6, 7:5, 7:6(6)              |
| 7.  | 9. kolovoza 2009.   | US Open              | Roger Federer     | 3:6, 7:6(5), 4:6, 7:6(4), 6:2 |
| 8.  | 27. veljače 2011.   | Delray Beach         | Janko Tipsarević  | 6:4, 6:4                      |
| 9.  | 1. svibnja 2011.    | Estoril              | Fernando Verdasco | 6:2, 6:2                      |
| 10. | 26. veljače 2012.   | Marseille            | Michaël Llodra    | 6:4, 6:4                      |
| 11. | 6. svibnja 2012.    | Estoril (2.)         | Richard Gasquet   | 6:4, 6:2                      |
| 12. | 21. listopada 2012. | Beč                  | Grega Žemlja      | 7:5, 6:3                      |
| 13. | 28. listopada 2012. | Basel                | Roger Federer     | 6:4, 6:7(5), 7:6(3)           |
| 14. | 17. veljače 2013.   | Rotterdam            | Julien Benneteau  | 7:6(2), 6:3                   |
| 15. | 4. kolovoza 2013.   | Washington D.C. (3.) | John Isner        | 3:6, 6:1, 6:2                 |
| 16. | 6. listopada 2013.  | Japan Open           | Miloš Raonić      | 7:6(5), 7:5                   |
| 17. | 27. listopada 2013. | Basel (2.)           | Roger Federer     | 7:6(3), 2:6, 6:4              |
| 18. | 11. siječnja 2014.  | Sydney               | Bernard Tomić     | 6:3, 6:1                      |
| 19. | 23. listopada 2016. | Stockholm            | Jack Sock         | 7:5, 6:1                      |

## Rezultati na Grand Slam turnirima
| Grand Slam      | 2006. | 2007. | 2008. | 2009. | 2010. | 2011. | 2012. | 2013. | 2014. | 2015. | 2016. |
| --------------- | ----- | ----- | ----- | ----- | ----- | ----- | ----- | ----- | ----- | ----- | ----- |
| Australian Open | -     | 2k    | 2k    | 1/4F  | 4k    | 2k    | 1/4F  | 3k    | 2k    | -     | -     |
| Roland Garros   | 1k    | 1k    | 2k    | 1/2F  | -     | 3k    | 1/4F  | -     | -     | -     | -     |
| Wimbledon       | -     | 2k    | 2k    | 2k    | -     | 4k    | 4k    | 1/2F  | -     | -     | 3k    |
| US Open         | 1k    | 3k    | 1/4F  | P     | -     | 3k    | 1/4F  | 2k    | -     | -     | 1/4F  |

## Plasman na ATP ljestvici na kraju sezone
| 2006. | 2007. | 2008. | 2009. | 2010. | 2011. | 2012. | 2013. | 2014. | 2015. | 2016. |
| ----- | ----- | ----- | ----- | ----- | ----- | ----- | ----- | ----- | ----- | ----- |
| 92.   | 44.   | 9.    | 5.    | 258.  | 11.   | 7.    | 5.    | 138.  | 590.  | 38.   |

## Vanjske poveznice
- Službena stranica (šp.)
- Profil na stranici ATP Toura (engl.)